# 盧卡斯·博耶
盧卡斯·阿里爾·博耶（西班牙語：Lucas Ariel Boyé；1996年2月28日—），阿根廷足球運動員，現效力於西甲球會格蘭納達，阿根廷國家足球隊成員，司職翼鋒。

## 俱樂部生涯
博耶在2014年初上調一線隊並在夏季賽中出場。2014年7月27日，阿根廷杯1/16決賽河床點球6比5（常規時間0比0）淘汰費羅卡利。博耶首發踢滿全場，完成職業生涯首秀。
盧卡斯·博耶跟隨河床前往馬德里參加了U17世俱杯的比賽，並且幫助球隊贏得了最後的勝利，而在達拉斯杯上，在對陣美國U20的決賽中梅開二度，幫助球隊取勝。
盧卡斯·博耶在河床的季前賽中得到了在一線隊出場機會，而且他出色且穩定的狀態也得到了球隊主教練的認可。在本賽季，由於河床隊陣容不，盧卡斯·博耶也開始獲得充足的出場機會。
2016年，拖連奴正式宣佈，從阿根廷河床俱樂部簽下前鋒盧卡斯·博耶，他將在今年夏天加入球隊。上賽季租借在紐維爾舊生訓練，但本賽季結束後他將會轉投意甲聯賽踢球。

## 外部連結
- 盧卡斯·博耶在BDFutbol中的档案